# Irish Open 2008
Die Irish Open 2008 im Badminton fanden vom 4. bis zum 7. Dezember 2008 in Dublin statt.

## Medaillengewinner
| Disziplin    | Gold                           | Silber                                   | Bronze                                     |
| ------------ | ------------------------------ | ---------------------------------------- | ------------------------------------------ |
| Herreneinzel | Rajiv Ouseph                   | Scott Evans                              | Hans-Kristian Vittinghus                   |
| Herreneinzel | Rajiv Ouseph                   | Scott Evans                              | Carl Baxter                                |
| Dameneinzel  | Zhang Xi                       | Li Wenyan                                | Linda Zechiri                              |
| Dameneinzel  | Zhang Xi                       | Li Wenyan                                | Kati Tolmoff                               |
| Herrendoppel | Richard Eidestedt Andrew Ellis | Martin Delfs Morten Kronborg             | Jorrit de Ruiter Jürgen Wouters            |
| Herrendoppel | Richard Eidestedt Andrew Ellis | Martin Delfs Morten Kronborg             | Kasper Faust Henriksen Christian Skovgaard |
| Damendoppel  | Helle Nielsen Marie Røpke      | Patty Stolzenbach Paulien van Dooremalen | Franziska Burkert Carla Nelte              |
| Damendoppel  | Helle Nielsen Marie Røpke      | Patty Stolzenbach Paulien van Dooremalen | Samantha Barning Heather Olver             |
| Mixed        | Jacob Chemnitz Marie Røpke     | Kasper Faust Henriksen Britta Andersen   | Ruud Bosch Paulien van Dooremalen          |
| Mixed        | Jacob Chemnitz Marie Røpke     | Kasper Faust Henriksen Britta Andersen   | Zhang Yi Cai Jiani                         |